# Lionel Rouxel
Lionel Rouxel (Dinan, 16 agosto 1970) è un allenatore di calcio ed ex calciatore francese, di ruolo attaccante.

## Biografia
Nel giugno del 1996 sposa Virginie, che gli dà quattro figli.

## Carriera
Vanta 114 presenze e 23 reti in Ligue 1 e 2 incontri di Coppa UEFA 1996-1997 contro l'Inter.

### Club
Il 2 agosto 1997 firma una doppietta contro il Cannes (3-1).
Nel 2007 gioca un incontro con la selezione della Bretagna.

## Palmarès

### Club

#### Competizioni nazionali
- Championnat National: 1

Guingamp: 1993-1994

#### Competizioni internazionali
- Coppa Intertoto UEFA: 1

Guingamp: 1996